# Kellerluken-Fall
Der Kellerluken-Fall (niederländisch Kelderluik-arrest) beruht auf einem Urteil des Hohen Rates der Niederlande am 5. November 1965 (Nederlandse Jurisprudentie 1966, 136), das sich für die rechtliche Beurteilung von Gefährdung im Zusammenhang mit unerlaubter Handlung als sehr wichtig erwiesen hat. Im Urteil bestimmt der Hohe Rat die Faktoren für die Beurteilung, ob eine Person Maßnahmen ergreifen sollte, um zu vermeiden, dass eine potenziell gefährliche Situation zu Verletzungen bei einer anderen Person führen kann.

## Sachverhalt
Sjouwerman, ein Mitarbeiter der Coca-Cola Corporation, ließ im Februar 1961 bei der Lieferung von Erfrischungsgetränken an das Café De Munt, Singel 522 in Amsterdam eine Kellerluke offen stehen. Mathieu Duchateau aus Maastricht, der die Gaststätte mit seiner Frau und einem Freund besuchte, fiel auf dem Weg zur Toilette durch die offene Luke und erlitt schwere Verletzungen.

## Prozessverlauf
Das Gericht entschied, dass Duchateau in diesem Fall selbst schuld an den Schäden habe – er hätte besser aufpassen müssen. Der Gerichtshof und später der Hohe Rat verurteilten jedoch Coca-Cola zur Haftung. Das Offenlassen der Kellerluke sei ein fahrlässiges Verhalten, da der Mitarbeiter auch unaufmerksame Besucher hätte berücksichtigen müssen. Ihm wurde daher ein rechtswidriges Verhalten vorgeworfen. Duchateau müsse jedoch wegen eigener Schuld 50 % der Schäden selbst tragen.

### Urteil des Gerichtshofs
Der Gerichtshof urteilte (vom Hohen Rat bestätigt),
- (11a) dass nach Aussage des damaligen Lokalbesitzers, Zeuge Boom, dieser in dem Fall, dass er die Luke öffnen musste, den Kellerschacht mit Stühlen versperrte,
- (11b) dass Zeuge Sjouwerman auch leicht den Schacht auf diese Weise hätte versperren können,
- (11c) dass er dies nicht tat, aber sich laut eigener Aussage und der Aussage des Zeugen Boom dazu entschieden hatte, Kisten mit leeren Flaschen neben dem Kellerschacht aufzuschichten, ohne damit den Zugang zu den Toiletten vollständig abzusperren;
- (11d) dass Sjouwerman hätte berücksichtigen sollen, dass Besucher dem Zugang zur Toilette möglicherweise nicht ihre völlige Aufmerksamkeit widmen würden,
- (11e) dass, angesichts der einfachen Mittel, mit denen Sjouwerman – wie oben erwähnt – den Zugang zum Kellerschacht ausreichend hätte versperren können, so er meinte, sich davon entfernen zu müssen, auch ihn Schuld am Unfall trifft;
- (12) dass der Gerichtshof, unter Abwägung der Schuld von Duchateau und der von Sjouwerman, der Auffassung ist, dass jeder von ihnen zur Hälfte für den Unfall haftet.

### Urteil des Hohen Rates
Bei der Beurteilung der Fahrlässigkeit von Sjouwerman verwendete der Hohe Rat vier Kriterien, die bei der Beurteilung der unerlaubten Handlung relevant geblieben sind:
- Für wie wahrscheinlich kann die Nichteinhaltung der erforderlichen Wachsamkeit und Vorsichtigkeit gehalten werden? (In diesem Fall: Wie wahrscheinlich ist es, dass jemand die geöffnete Kellerluke übersieht?)
- Wie hoch ist die Wahrscheinlichkeit, dass dies zu einem Unfall führt? (In diesem Fall: Wie wahrscheinlich ist es, dass jemand, der die geöffnete Kellerluke übersieht, tatsächlich hineinfällt und Verletzungen erleidet?)
- Wie schwer können die Folgen sein? (In diesem Fall: Wie schwer können die Verletzungen durch einen Sturz in den Kellerschacht sein?)
- Wie beschwerlich sind die notwendigen Sicherheitsmaßnahmen? (In diesem Fall: Wie viel Arbeit oder Kosten sind mit der Schließung oder Absperrung der Luke verbunden?)

## Rechtsökonomischer Hintergrund
Die Kellerluken-Faktoren haben einen rechtsökonomischen Hintergrund. Den Kern beschreibt der folgende Abschnitt aus einem Gutachten des Generalanwalts des Hohen Rates Adrien Jonathan Urethan Macare zu einem früheren Urteil aus dem Jahr 1906:

„Fahrlässig ist, wer die möglichen Konsequenzen seiner Handlung vorhersieht, jedoch vernachlässigt, das Nötige durchzuführen, um Dritte vor dem ihnen drohenden Schaden zu schützen; wer, entweder aus Bequemlichkeit oder aus Berechnung, es darauf ankommen lässt, in der Hoffnung, dass das Schlimmste, was jetzt passieren könnte, dieses Mal nicht passieren wird. Viele Male werden diese Hoffnungen erfüllt und er wird somit die guten Früchte seiner Berechnung oder Bequemlichkeit ernten, aber gerade deswegen ist es angemessen und gerecht, dass, wenn ein einziges Mal das Wagnis nicht gelingt, er, der die guten Chancen vor sich genommen hat, auch das Böse trägt.“

Derjenige, der eine bestimmte gefährliche Situation entstehen lässt, obwohl ihm die Gefahr der Lage bewusst ist, wird in der Regel Nutzen aus dieser Situation ziehen, obwohl er am besten dazu in der Lage ist zu verhindern, dass sich die unaufmerksamen Menschen verletzen. Es ist aus diesem Grund gerecht, aber auch am effektivsten, die Nachteile auf denjenigen abzuwälzen, der auch die Vorteile genießt. Unachtsamkeit von Personen in Bezug auf Aktivitäten oder Orte anderer ist schwieriger zu verhindern als die Fahrlässigkeit von Personen, die Aktivitäten durchführen oder für einen bestimmten Ort zuständig sind.